# Lista de autoestradas interestaduais futuras dos Estados Unidos
Nos Estados Unidos, as futuras auto-estradas interestaduais incluem propostas para estabelecer novas rotas principais (de um e dois dígitos) para o Sistema Interestadual de Autoestradas. Excluídas deste artigo estão as autoestradas interestaduais auxiliares (designadas por números de três dígitos) em diferentes fases de planejamento e construção e a expansão planeada das autoestradas interestaduais primárias existentes.

## Futuras autoestradas interestaduais designadas pelo Congresso
Vários Corredores de Alta Prioridade do Congresso foram designados como futuras partes do Sistema de Auto-Estradas Interestaduais pela Lei de Eficiência dos Transportes Intermodais de Superfície e alterações. Por lei, tornar-se-ão interestaduais quando forem construídas segundo as normas das interestaduais e ligadas a outras interestaduais.

### Interestadual 3
A Interstate 3 é a designação proposta para um corredor de autoestradas interestaduais em desenvolvimento na Região Sudeste dos Estados Unidos. Está planeada para ir de Savannah, Geórgia, até Knoxville, Tennessee. A sua numeração não segue as convenções de numeração padrão; segundo as convenções de numeração estabelecidas, a I-3 correria normalmente a oeste da I-5 ao longo da Costa do Pacífico. A interestadual não numerada foi criada pela Lei sobre a Equidade nos Transportes Segura, Responsável, Flexível e Eficiente: Um Legado para os Utilizadores (SAFETEA-LU) que também previa a Interstate 14. A designação "Interstate 3" não foi oficialmente aceite pela American Association of State Highway and Transportation Officials (AASHTO) ou pela Federal Highway Administration (FHWA), mas está a ser utilizada pelo Georgia Department of Transportation e outros para identificar a autoestrada. O número vem da 3ª Divisão de Infantaria, que tem sede no estado da Geórgia. O trajeto exato ainda não foi finalizado.

### Interestadual 7 ou 9
A Interstate 7 ou Interstate 9 foi proposta pelo Caltrans para a State Route 99 no centro da Califórnia. Iria da divisão com a I-5 em Wheeler Ridge (Wheeler Ridge Interchange) para norte através de Bakersfield e Fresno até Stockton, onde a rota proposta vira para oeste através da autoestrada SR 4 para um terminal na I-5 na parte central dessa cidade. Um terminal alternativo proposto situa-se no cruzamento I-5/US 50/Capital City Freeway em Sacramento, onde a futura autoestrada interestadual, depois de continuar para norte de Stockton ao longo da Route 99, pode virar para oeste ao longo da Capital City Freeway, já uma autoestrada interestadual (I-305 sem sinalização), para ligar à I-5, que se estende para norte em direção a Redding. As perspectivas de desenvolvimento da futura autoestrada interestadual de acordo com as normas adequadas estão ligadas ao "Route 99 Corridor Enhancement Master Plan" do Caltrans; este documento postula que, quando e se o estatuto de autoestrada interestadual for conferido, a via será designada I-7 ou I-9.
Em agosto de 2005, com a aprovação da legislação federal de transportes SAFETEA-LU desse ano, a SR 99, de Wheeler Ridge a Stockton e depois a Sacramento, foi designada como Corredor de Alta Prioridade 54, o Corredor Farm-to-Market da Califórnia; esta legislação também designou esse corredor como um futuro segmento do Sistema Interestadual.

### Interstate 42
O Fixing America's Surface Transportation Act (FAST Act) acrescentou o corredor US 70 entre Garner e Morehead City, na Carolina do Norte, ao sistema interestadual, definindo-o, em primeiro lugar, como Corredor de Alta Prioridade n.º 82 e, posteriormente, designando-o como futura interestadual. A Aliança Regional de Transportes esperava que este corredor se chamasse I-46 ou outra designação adequada. Numa reunião em La Grange, Carolina do Norte, em 17 de março de 2016, a Comissão do Corredor Super 70 recomendou que se procurasse a designação de I-50 para o corredor interestadual da US 70. A justificação para a seleção numérica da I-50 foi citada como um número que não entra em conflito com uma designação interestadual existente ou atualmente aplicada a uma autoestrada dos Estados Unidos na Carolina do Norte. Esta recomendação foi enviada ao NCDOT para apresentação à AASHTO.
Para a reunião do Comité Especial da AASHTO para a Numeração de Estradas dos Estados Unidos, em maio de 2016, o NCDOT propôs a I-36 para esta rota. No entanto, a AASHTO designou a rota como I-42.
Em março de 2022, a Federal Highway Administration designou a circunvalação de Clayton de 16 km e a circunvalação de Goldsboro de 35 km, que foram construídas segundo as normas das autoestradas interestaduais, formalmente como I-42 e a NCDOT anunciou que a interestadual seria assinada até ao final do ano. No entanto, esta assinatura foi adiada devido a vários projetos na I-40 e à necessidade de o NCDOT retirar a designação North Carolina Highway 42 (NC 42) em Clayton para evitar confusão entre essa via e a I-42. O NCDOT planeia redesignar a parte de Clayton da NC 42 para NC 36, com a I-42 a ser assinada no prazo de um ano após a redesignação.